# NGC 7006
NGC 7006 ist ein galaktischer Kugelsternhaufen im Sternbild Delphinus am Nordsternhimmel. Er hat einen Durchmesser von 3′,6 und eine scheinbare Helligkeit von 10,6 mag.
Der Haufen ist 130.000 Lichtjahre vom Sonnensystem entfernt und umkreist das Zentrum der Milchstraße auf einer sehr exzentrischen Bahn.
Das Objekt wurde am 21. August 1784 von Wilhelm Herschel entdeckt (als NGC-Objekt aufgeführt).